# Authors of Pain
Authors of Pain (AOP) fue un equipo de lucha libre profesional conformado por Akam y Rezar. 
Dentro de sus logros, está el haber sido una vez Campeones en Parejas de Raw y una vez Campeones en Parejas de NXT. Además fueron los segundos ganadores del Dusty Rhodes Tag Team Classic.

## Historia

### WWE

#### NXT (2016-2018)
El equipo de Sunny Dhinsa y Gzim Selmani hizo su debut televisado en NXT como heels el 8 de junio de 2016 en NXT TakeOver: The End, atacando a American Alpha (Jason Jordan & Chad Gable) después de haber perdido el Campeonato en Parejas de NXT ante The Revival (Scott Dawson & Dash Wilder). Paul Ellering apareció en la rampa después del asalto, indicando su asociación con los dos.

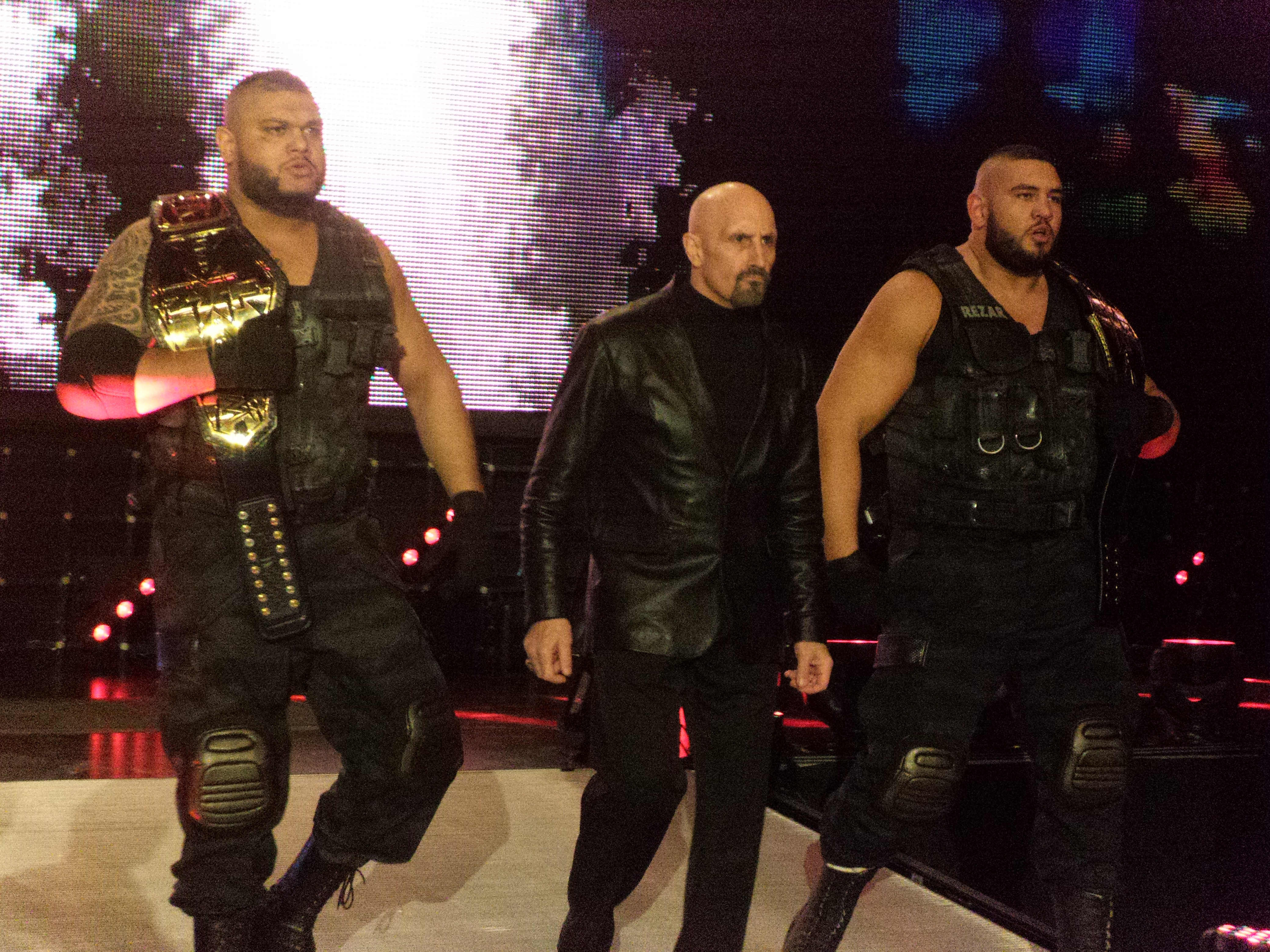
The Authors of Pain, acompañados de Paul Ellering, como Campeones de Parejas NXT en febrero de 2017.

En el episodio del 15 de junio de NXT, Dhinsa y Selmani, ahora con los nombres de Akam y Rezar respectivamente, y el equipo oficialmente llamado Authors of Pain ganaron su primer combate televisado y estuvieron acompañados por Ellering. El 19 de noviembre, el dúo ganó el Dusty Rhodes Tag Team Classic 2016, derrotando a TM-61 en la final del torneo en NXT TakeOver: Toronto. En el episodio del 11 de enero de 2017 de NXT, atacaron a #DIY (Johnny Gargano & Tommaso Ciampa) después de retener el Campeonato en Parejas de NXT contra The Revival. En NXT TakeOver: San Antonio, ganaron el Campeonato en Parejas de NXT al derrotar a #DIY. En el episodio del 1 de marzo de NXT, The Authors of Pain defendieron sus títulos contra #DIY en una revancha, que terminó sin resultado después de que The Revival interfiriera y atacara a ambos equipos. Retuvieron los títulos en NXT TakeOver: Orlando al derrotar a #DIY y The Revival en un triple threat elimination match después de eliminar a ambos equipos. En NXT TakeOver: Chicago, el dúo participó en la primera ladder match por el Campeonato en Parejas de NXT contra #DIY, que ganaron.
En el episodio del 26 de julio de NXT, los dos estaban listos para competir, pero sus oponentes fueron atacados por SAnitY antes de que comenzara el combate. Luego pelearon con Alexander Wolfe y Killian Dain, y se deshicieron de los dos antes de una confrontación. Dos semanas después, SAnitY llamó a The Authors of Pain, quienes fueron atacados por Eric Young mientras bajaban por la rampa. Young ató a Rezar a la barricada, lo que le permitió a SAnitY atacar a Akam. Rezar finalmente llegó al ring, pero finalmente también fue atacado. En NXT TakeOver: Brooklyn III, The Authors of Pain perdieron el Campeonato en Parejas de NXT ante SAnitY, quienes estuvieron representados por Wolfe y Young después de que este último reemplazó a Killian Dain a mitad del combate, marcando su primera derrota en NXT. En NXT TakeOver: WarGames, Authors of Pain se volvieron faces cuando formaron equipo con Roderick Strong en un WarGames Match contra SAnitY y The Undisputed Era ( Adam Cole, Kyle O'Reilly & Bobby Fish), quienes ganaron el combate. En NXT TakeOver: Philadelphia, The Authors of Pain desafiaron sin éxito a The Undisputed Era por el Campeonato en Parejas de NXT. En lo que fue su último combate en NXT, nuevamente desafiaron a The Undisputed Era por el Campeonato en Parejas de NXT en un combate que también involucró al equipo de Strong y al Campeón del Reino Unido de la WWE Pete Dunne en NXT TakeOver: New Orleans, donde no lograron ganar después de que Strong se volvió contra Dunne y se unió a The Undisputed Era, lo que les permitió retener los títulos.

#### Raw (2018-2020)
En el episodio del 9 de abril de Raw, The Authors of Pain, junto con Paul Ellering, hicieron su debut en el roster principal como heels, derrotando a Heath Slater & Rhyno. Después del combate, Akam y Rezar terminaron su asociación con Ellering alejándolo y dejándolo en el ring mientras regresaban al backstage. The Authors of Pain entraron en un breve feudo con Titus Worldwide (Titus O'Neil & Apollo Crews), derrotándolos en el episodio del 20 de agosto de Raw para poner fin a su feudo. En el episodio del 3 de septiembre de Raw, The Authors of Pain, ahora bajo el nombre abreviado de AOP, fueron acompañados al ring por Drake Maverick, quien se anunció como su nuevo mánager.
En el episodio del 5 de noviembre de Raw, AOP derrotó a Seth Rollins en un handicap match para ganar el Campeonato en Parejas de Raw. En Survivor Series, derrotaron a los Campeones en Parejas de SmackDown, The Bar, en una lucha entre marcas. La noche siguiente en Raw, AOP sufrió una derrota inesperada ante el equipo de Bobby Roode & Chad Gable, marcando su primera derrota en el roster principal. En el episodio del 10 de diciembre de Raw, perdieron sus títulos en parejas ante Roode y Gable en una handicap match de tres contra dos que también involucró a su mánager Maverick, poniendo fin a su reinado a los 35 días. Después de esto, el equipo hizo una pausa debido a que Akam se sometió a una cirugía de rodilla en enero de 2019. Posteriormente, Maverick tomaría su propia dirección, manteniendo sus deberes como gerente general de 205 Live y luego persiguiendo el Campeonato WWE 24/7 introducido en mayo. AOP regresó durante el 51-Man Battle Royal en Super ShowDown el 7 de junio, pero ambos fueron eliminados durante el combate.
En el episodio del 16 de septiembre de Raw, AOP, sin Maverick, regresó en una viñeta, donde criticaron a la división de parejas por ser suave y débil y anunciaron sus intenciones de regresar. La semana siguiente, atacarían a Heath Slater y No Way Jose detrás del escenario. Durante el Draft de 2019, AOP no fueron transferidos, por lo que el equipo se convirtió en agente libre y pudo elegir con qué marca firmar; sin embargo, tres días después de la conclusión del draft, AOP firmó con Raw para permanecer en la marca.
Hicieron su regreso al ring en el episodio del 25 de noviembre de Raw, derrotando a Curt Hawkins & Zack Ryder. Más tarde esa noche, interrumpieron el evento principal entre Seth Rollins y Kevin Owens atacando a Owens, pero se negaron a atacar a Rollins. En el episodio del 9 de diciembre de Raw, AOP unió fuerzas con Rollins para atacar a Owens detrás del escenario, confirmando su asociación. En el episodio del 13 de enero de 2020 de Raw, Buddy Murphy ayudaría a AOP y Rollins en su lucha por equipos contra Owens, The Big Show y Samoa Joe, alineándose así con la facción como su nuevo miembro. En el episodio del 9 de marzo de Raw, AOP junto con Rollins y Murphy atacaron a Owens detrás del escenario y más tarde esa misma noche se asociaron con Rollins y Murphy para derrotar a The Street Profits y The Viking Raiders en lo que sería su última aparición en la WWE.
El 10 de marzo, se informó que Rezar sufrió una lesión en el bíceps, por lo que el equipo hizo una pausa. El 4 de septiembre, tanto Akam como Rezar fueron liberados de sus contratos con la WWE.

### Circuito independiente (2022)
En mayo de 2022, Sunny Dhinsa y Gzim Selmani, ahora conocidos como Legion of Pain, anunciaron el lanzamiento de su promoción de lucha libre profesional, Wrestling Entertainment Series (WES).

### Regreso a WWE (2022-2025)
Según un informe de Sean Ross Sapp de Fightful del 30 de agosto de 2023, Authors of Pain habían vuelto a firmar con la WWE en 2022 antes del regreso de Vince McMahon como presidente en enero de 2023, y estaban en la lista de viajes interna a mayo de 2023.
Durante el episodio de SmackDown del 22 de diciembre de 2023, una viñeta mostrada por Karrion Kross indicaba que el grupo regresaría en las próximas semanas.
En SmackDown: New Year's Revolution, Authors of Pain regresaron junto con Paul Ellering y ayudaron a Karrion Kross y Scarlett a atacar a Bobby Lashley y The Street Profits (Angelo Dawkins y Montez Ford), confirmando su alianza en el proceso.
El 7 de febrero de 2025, The Authors of Pain fueron liberados una vez más de sus contratos con la WWE, junto con su manager, Paul Ellering, poniendo fin a su segundo mandato de solo un año.

## Campeonatos y logros
- WWE
  - Dusty Rhodes Tag Team Classic (segundos ganadores)
  - NXT Tag Team Championship (1 vez)
  - Raw Tag Team Championship (1 vez)